# カハマルカ
カハマルカ（Cajamarca）はペルー北部の都市。標高2750m。山に囲まれた盆地にある。カハマルカ県の県都である。
町並みは植民地時代の面影を濃く残し、インカ帝国最後の皇帝アタワルパがフランシスコ・ピサロによって幽閉され最期をむかえた地としても知られる。

## 歴史
街の起源は2000年以上前に遡る。前チャビン遺跡の痕跡が、クンベ・マヨ (Cumbe Mayo)やクントゥル・ワシ (Kuntur Wasi)といった周辺の考古学サイトで見ることができる。1463年と1471年の間、トゥパック・インカ・ユパンキがこの地を征服し、カハマルカを"Tawantinsuyu" (インカ帝国)に組み込んだ。（この時インカ帝国はトゥパックの父であるパチャクテクがまだ支配していた）
歴史上のカハマルカの場所は、1532年の出来事により確定される。アタワルパは、キトでの戦闘において兄弟のワスカルを破った。クスコへの帰途において、アタワルパは、80,000の兵を率いて王位を要求し、カハマルカに留まった。フランシスコ・ピサロと配下の168人の兵士は、ピウラからの数週間の進軍の後に、ここでアタワルパと面会した。フェルナンド・デ・ソトと修道士のヴィンチェンテ・デ・ヴァルベルデは、投降勧告状(requerimiento)を渡したが、アタワルパは拒否したため、ピサロにインカ帝国は、教会及びスペインの敵であると宣言する口実を与えてしまった。スペインのコンキスタドールたちは、1532年11月16日にカハマルカの戦いでアタワルパを捕らえ、何千もの非武装のインカ市民や軍人を殺戮した。
スペイン人はアタワルパを捕らえると、カハマルカの主要な寺院に幽閉した。彼らは、アタワルパ配下の将軍達を、もし攻撃をしたらアタワルパを殺すと脅迫することで、攻撃を止めさせるように説得することができた。しかし、コンキスタドール達も、わずかな軍事力しか保持せず、捕らわれの身同然であった。当初、アタワルパはスペインのコンキスタドール達の意図を完全には理解しておらず、自身の解放のための身代金を彼らに申し出た。インカ帝国が2ヶ月以内に、ピサロに金とその2倍の量の銀とで満たされた部屋を与えるといったものであった。スペイン人は申し出に喜びつつも、アタワルパを解放する意図は無かった。
この部屋は、エル・クアルト・デル・レスカテ (El Cuarto del Rescate) (身代金の部屋(The Ransom Room))として知られている。最終的にアタワルパはコンキスタドール達の意図を読み誤った。彼らは身代金を得た後、アタワルパを殺害した。

## 姉妹都市
- Huaraz、ペルー
- Loja、エクアドル
- マタガルパ、ニカラグア
- タスコ・デ・アラルコン、メキシコ

## 近郊の著名スポット
- 「インカの温泉」（Baños del Inca）：アタワルパが愛用していたという温泉。
- クントゥル・ワシ遺跡（Kuntur Wasi）：サン・パブ郡にある紀元前800年頃の先アンデス文明の神殿遺跡で、先史文明の手による多くの黄金製品が発掘された。1988年に東京大学古代アンデス文明調査団によって発掘が開始され、2008年の現在も調査・発掘が続けられている。
- クンベ・マヨ（Cumbe Mayo）：カハマルカから約20km。標高3500mのパンパにある、巨大な岩が乱立する奇景。岩に掘り込まれた精緻な水路がある。

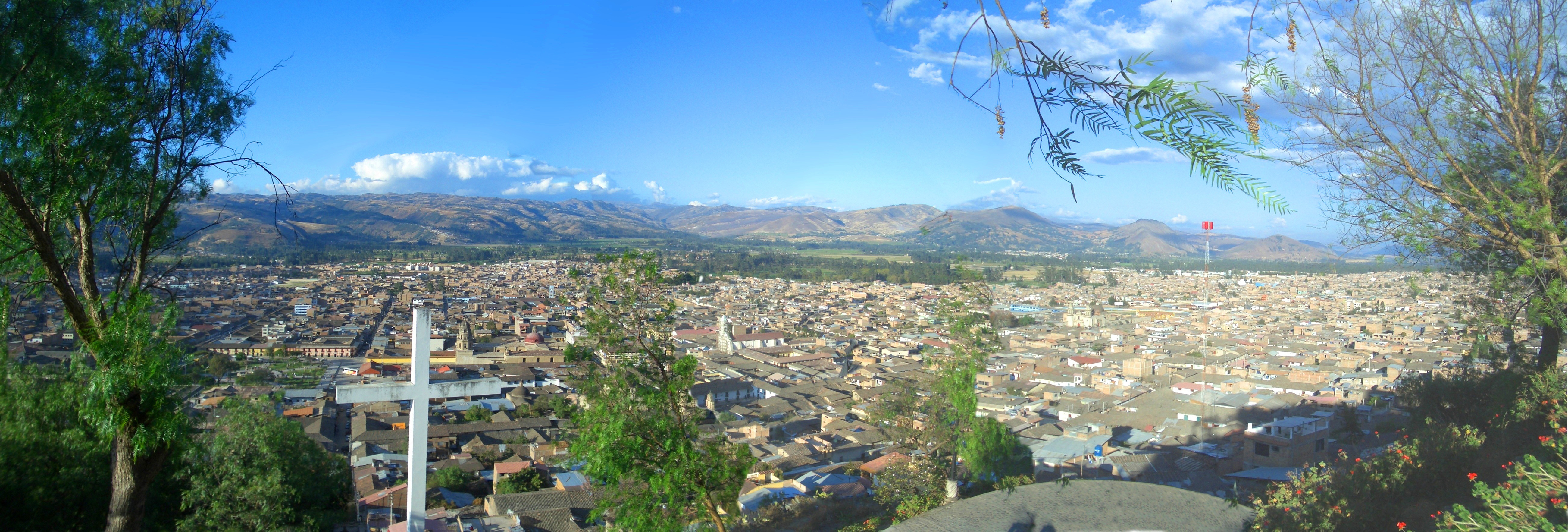
カハマルカ

- ワカロマ遺跡